# Jules Bourdais

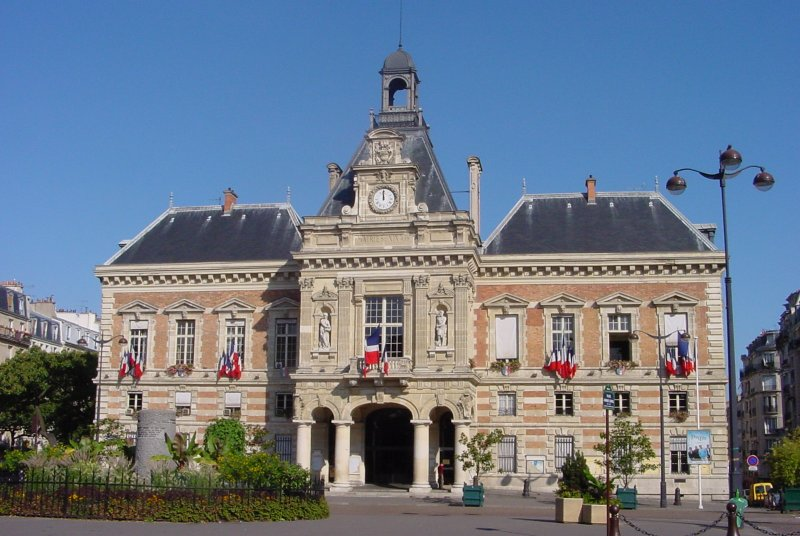
Municipio del XIX arrondissement di Parigi, situato di fronte al parco Buttes-Chaumont.

Jules Bourdais (Brest, 6 aprile 1835 – Parigi, 22 giugno 1915) è stato un architetto francese.

## Biografia
All'età di ventidue anni si diplomò all'École centrale des Arts et Manufactures di Parigi. Tra il 1868 e il 1870 costruì la chiesa di Saint-Pierre-ès-Liens e il tempio protestante di Nègrepelisse. Nel 1870 divenne tenente del Genio durante la guerra. Dopo il congedo, tra il 1876 e il 1878, costruì il municipio del XIX arrondissement di Parigi, in piazza Armand-Carrel con Gabriel Davioud. Nel maggio 1876 vinse il concorso per il Palais du Trocadéro sempre con Gabriel Davioud. Nel 1886 partecipò al concorso di idee per l'Esposizione Universale del 1889, ma vinse Gustave Eiffel con la sua torre di ferro.